# Slättåkra församling
Slättåkra församling var en församling i  Göteborgs stift i Halmstads kommun. Församlingen uppgick 2008 i Slättåkra-Kvibille församling.
Församlingskyrka var Slättåkra kyrka

## Administrativ historik
Församlingen har medeltida ursprung. Ur församlingen utbröts 1957 en del av den då nybildade Oskarströms församling. Denna församling var till 2008 moderförsamling i pastoratet Slättåkra och Kvibille som mellan 1962 och 1974 också omfattade Holms församling. Församlingen uppgick 2008 i Slättåkra-Kvibille församling.
Före 1957 var församlingen delad av kommungräns och därför hade den två församlingskoder, 131303 för delen i Kvibille landskommun och 136001 för delen i Oskarströms köping.
Församlingskod var 138017.